# قرية كالوشا
كالوشا (بالسلوفاكية: Kaloša) هي قرية وبلدية تقع في مقاطعة ريمافسكا سوبوتا ضمن إقليم بانسكا بيستريتسا في جنوب سلوفاكيا.

## الجغرافيا
تقع كالوشا في جنوب وسط سلوفاكيا وتتميز بطبيعتها الريفية المحاطة بالتلال والغابات. يبلغ عدد سكان القرية حوالي 500 نسمة.

## التاريخ
ذُكرت كالوشا لأول مرة في السجلات التاريخية في القرن الثالث عشر، وكانت جزءًا من مملكة المجر لفترة طويلة قبل أن تصبح جزءًا من سلوفاكيا الحديثة بعد الحرب العالمية الأولى.